# Baksjötjärnen (Frostvikens socken, Jämtland)
Baksjötjärnen är en sjö i Strömsunds kommun i Jämtland och ingår i Ångermanälvens huvudavrinningsområde. Sjön har en area på 0,121 kvadratkilometer och ligger 399,7 meter över havet. Sjön avvattnas av vattendraget Fågelvattenån.

## Delavrinningsområde
Baksjötjärnen ingår i det delavrinningsområde (714571-144172) som SMHI kallar för Utloppet av Fågelvattnet. Medelhöjden är 433 meter över havet och ytan är 23,99 kvadratkilometer. Det finns inga avrinningsområden uppströms utan avrinningsområdet är högsta punkten. Fågelvattenån som avvattnar avrinningsområdet har biflödesordning 3, vilket innebär att vattnet flödar genom totalt 3 vattendrag innan det når havet efter 288 kilometer. Avrinningsområdet består mestadels av skog (67 procent). Avrinningsområdet har 5,82 kvadratkilometer vattenytor vilket ger det en sjöprocent på 24,2 procent.